# A-455
La intercomarcal  A-455 , es una vía de única calzada por sentido que transcurre por la Provincia de Sevilla. La carretera comunica Lora del Río con Cazalla de la Sierra pasando por Constantina. La vía mide 47,2 km de largo.

## Acondicionamiento de 2005
Gracias al Plan MASCERCA de la Junta de Andalucía, fueron remodelados y/o acondicionados 13,6 km. Con la remodelación de dicho tramo, la vía quedó abierta en su totalidad el 15 de marzo del 2005.

### Nuevo tramo
Las obras en el nuevo tramo de la  A-455  de Lora del Río a Constantina consistieron en la remodelación de la carretera desde su llegada al casco urbano de Constantina, hasta las proximidades de la intersección con la carretera comarcal  SE-197  que lleva a Villanueva del Río y Minas, en una longitud de 13,6 kilómetros.
El ancho de la calzada fue aumentado de 5 metros sin arcenes a un ancho de nueve metros, con 3,5 metros en cada carril y arcenes de 1 metro a cada lado. El acondicionamiento incluye dos intersecciones: la primera con la  A-452  de acceso a Constantina, que se ha resuelto con una glorieta, y la segunda con la  SE-197 , que se ha resuelto en forma de T.

### Pasos Inferiores
Se construyeron dos pasos inferiores, que sirven para el ganado que transita por la vía pecuaria del Cordel del Pilarejo y la Cañada de Hornachuelos a El Pedroso. Con el objetivo, de aumentar la seguridad vial para los usuarios de la carretera.

### Restauración Paisajística
Las obras de mejora incluyeron otras actuaciones en materia medioambiental, como la restauración paisajística, que supuso una inversión de 0,3 millones de euros. De esta forma, se procedió a la revegetación de los taludes, la plantación de árboles y arbustos en los accesos a los caminos y plantaciones en la glorieta de Constantina, entre otras medidas. De la misma forma, se procedió a la instalación de mesas de piedra, papeleras y paneles informativos en las áreas de descanso de la carretera.

### Actuaciones Complementarias Glorieta de Constantina
En la glorieta de acceso a Constantina se realizaron actuaciones complementarias, como la instalación de una torre de iluminación, para evitar colisiones con la isleta central, el alumbrado de los giros y márgenes de la calzada, la reordemación de los ramales de acceso a las industrias y la mejora de la señalización, que incluye la instalación de bandas sonoras de preaviso de llegada a la glorieta.

## Reparaciones en 2013
La en su día Consejería de Fomento y Vivienda de la Junta de Andalucía y que a fecha de 2019, ostenta el nombre de Consejería de Fomento, Infraestructuras y Ordenación del Territorio de la Junta de Andalucía, anunció que cortaría al tráfico la carretera  A-455  durante los días 29 y 30 de julio de 2013, para ejecutar obras de reparación del firme en el punto kilométrico 20,2, a la altura de Constantina. Según un comunicado, la Junta habilitó un desvío provisional para garantizar el tráfico rodado de vehículos ligeros de hasta 5.500 kilos de peso máximo autorizado por calles alternativas de la localidad, reservando la calle Eduardo Dato para la dirección Cazalla de la Sierra y la vía Hermosa Baja para el sentido Lora del Río. Asimismo, para la circulación de los vehículos pesados, con tonelaje superior a los 5.500 kilos, el tránsito se realizó por las carreteras  A-452 , entre Constantina y El Pedroso, y por la  A-432 , entre El Pedroso y Cazalla de la Sierra. Los trabajos consistieron en la reparación de firme en varios puntos de la travesía.